# Östra Måskläppen
Östra Måskläppen är ett skär i Åland (Finland). Det ligger i Skärgårdshavet och i kommunen Kökar i landskapet Åland, i den sydvästra delen av landet. Öarna ligger omkring 70 kilometer sydöst om Mariehamn och omkring 220 kilometer väster om Helsingfors.
Öns area är 1,3 hektar och dess största längd är 190 meter i öst-västlig riktning. Trakten är glest befolkad. Närmaste större samhälle är Kökar, 15,9 km nordväst om Östra Måskläppen.
Tillsammans med Västra Måskläppen utgör det Måskläpparna.